# Борисова Алла Луківна
Алла Луківна Борисова (нар. 20 лютого 1934, Стародуб) — українська науковиця-металознавиця, фахівчиня у галузі фізики твердого тіла. Доктор технічних наук (1975), професор (1984).

## Життєпис
Народилася 20 лютого 1934 року в місті Стародуб Західної області, РРФСР, СРСР, нині Брянської області РФ.
Здобула ступінь доктора технічних наук у 1975 році, а звання професора — у 1984 році. Закінчила Київський університет у 1957 році.
Протягом періоду з 1960 по 1986 рік працювала в Інституті проблем матеріалознавства Академії наук Української РСР на різних посадах, починаючи від старшого інженера до завідувача лабораторії з 1982 року. Після цього вона працювала в Інституті електрозварювання Національної академії наук України з 1986 року, де очолювала лабораторію фізико-хімічних досліджень захисних покриттів і з 1996 року працювала як провідний науковий співробітник.
Протягом 1967 —1992 років була редакторкою періодичного збірника «Захисні покриття на металах».

## Наукова діяльність
ЇЇ наукові дослідження зосереджуються на фізико-хімічних процесах утворення та властивостях захисних покриттів на металах, отриманих за допомогою газотермічного напилення, дифузійного насичення та інших методів.

## Сім'я
Дружина науковця в галузі металургії Юрія Борисова.